# Neomegamphopus kunduchii
Neomegamphopus kunduchii is een vlokreeftensoort uit de familie van de Neomegamphopidae. De wetenschappelijke naam van de soort is voor het eerst geldig gepubliceerd in 1973 door Myers.